# Rundfunkjahr 2018
Liste der Rundfunkjahre

◄◄ | ◄ | 2014 | 2015 | 2016 | 2017 | Rundfunkjahr 2018 | 2019 | 2020 | 2021 | 2022 | ►

Weitere Ereignisse

## Allgemein
- 1. Januar: Das 78. Neujahrskonzert der Wiener Philharmoniker wird zum sechzigsten Mal vom ORF übertragen und in 95 Ländern der Welt im Hörfunk und im Fernsehen ausgestrahlt.[1]
- 4. März: In der Schweiz wurde die Eidgenössische Volksinitiative «Ja zur Abschaffung der Radio- und Fernsehgebühren (Abschaffung der Billag-Gebühren)» mit 71,6 % Nein-Stimmen abgelehnt.
- 17. Mai: In Wien wird Norbert Steger als erster Freiheitlicher zum Vorsitzenden des ORF-Stiftungsrats gewählt. Steger sorgte im Vorfeld der Wahl durch umstrittene Äußerungen über die ORF-Berichterstattung zu den Wahlen in Ungarn für Aufsehen.[2][3]
- 18. Juli: Das Bundesverfassungsgericht erklärt den Rundfunkbeitrag für mit deutschem Verfassungsrecht vereinbar.[4]
- 18. September: Im Zuge der Abschaffung der Rundfunkabgabe in Dänemark und der damit verbundenen Umstellung der Finanzierung des öffentlich-rechtlichen Rundfunks zu einem rein steuerfinanzierten Modell kündigte Danmarks Radio harte Einschnitte an. So werden drei Fernsehsender (DR3, DR K und DR Ultra) sowie drei Radiosender (DR P6 Beat, DR P7 Mix und DR P8 Jazz) ersatzlos eingestellt, die Mittel für Eigenproduktionen deutlich zusammengestrichen und auf den Einkauf teurer Sportrechte wie der Champions League verzichtet. 400 Mitarbeiter werden dadurch arbeitslos. Insgesamt sollen durch die Kürzungen bis 2021 jährlich 420 Millionen Kronen (umgerechnet 56 Millionen Euro), knapp 20 % des gesamten Budgets, eingespart werden.[5]
- September: Die Programmzeitschrift »3sat TV- & Kulturmagazin« wird nach dem letzten Quartal 2018 eingestellt.[6]
- 13. Dezember: Der Europäische Gerichtshof erklärt den deutschen Rundfunkbeitrag für mit europäischem Recht vereinbar.[7]
- November 2018: Die Beta-Version des Webportals der ARD Audiothek wird in Betrieb genommen. Die Hörfunk-Inhalte wurden beim Relaunch der ARD Mediathek zum Jahresende 2018 vom Fernseh-Angebot getrennt. Gleichzeitig erhielt die Mediathek eine neue Bedienoberfläche.

## Hörfunk
- Januar: Als Teil der Einsparmaßnahmen bei der britischen BBC werden 13 kleinere Mittelwellensender abgeschaltet, die bisher das BBC Local Radio übertrugen.[8]
- 1. Januar: Klassik Radio hat die Verbreitung seines Programms in Hessen vollständig aufgegeben und damit auch die verbliebenen fünf Frequenzen in den hessischen Ballungsräumen abgeschaltet, nachdem bereits zuvor Frequenzen im ländlichen Raum Hessens abgeschaltet wurden. Eine Ausschreibung der Frequenzen ist derzeit noch im Gange.[9]
- 1. Januar: Ohne öffentliche Ankündigung hat der Hessische Rundfunk zwei kleinere Füllsender in Hessen aufgegeben: die 88,5 MHz in Fulda für hr3 (bis 2007 Deutschlandfunk) und die 100,8 MHz in Limburg für hr2 (bis 2005 hr-klassik).
- 15. Februar: Rockland Radio ist nach einer mehrjährigen Pause wieder in Bad Kreuznach auf der Frequenz 106,5 MHz zu hören. Diese Frequenz wurde bis 2017 vom Deutschlandfunk genutzt und nach der Abschaltung von der Landeszentrale für Medien und Kommunikation in Rheinland-Pfalz Rockland Radio zugewiesen.[10]
- 22. März: domradio hat die Verbreitung seines Programms über die Frequenz 99,2 MHz in Fulda aufgegeben.[11] Gleichzeitig wurde der Sendeplatz auf dem Astra-Satelliten aufgegeben. Grund hierfür sind Sparmaßnahmen des Erzbistums Köln sowie ein Streit um eine Kostenbeteiligung des Bistums Fulda, der ergebnislos verlief.[12]
- 29. März: Die beiden Sendemasten des Langwellensenders Aholming wurden gesprengt. Von diesem Standort wurde bis einschließlich 2014 das Programm des Deutschlandfunks auf der Frequenz 207 kHz ausgestrahlt.[13]
- 1. April: Zum 1. April 2018 möchte die Media Broadcast den Betrieb von UKW-Sendeantennen an Sendemasten in Deutschland aufgeben und hat hierzu alle Verträge gekündigt. Da sich allerdings nicht für alle Sendeantennen in Deutschland Käufer finden ließen, drohte zeitweise die Abschaltung des UKW-Rundfunks zum Mittwoch, 11. April 2018 fast in ganz Ostdeutschland sowie in vielen Regionen Westdeutschlands.[14][15] Obwohl dies sprichwörtlich in letzter Sekunde verhindert werden konnte, schwelt der Streit im Hintergrund weiter. Die Bundesnetzagentur prüft derzeit, ob UKW-Sendeantennen in Deutschland künftig der behördlichen Regulierung bedürfen.[16]
- 3. April: Der Regelbetrieb mit DAB+ wird in Wien aufgenommen.[17]
- 9. April: Das Hamburger Programm alsterradio hat den Sendebetrieb eingestellt. Auf der Frequenz 106,8 MHz sendet nun das bayerische Programm Rock Antenne mit einem vergleichbaren Musikstil.[18]
- 1. August: Das Programm harmony.fm schaltete seine drei Frequenzen in Eschwege (88,3 MHz), Rotenburg an der Fulda (104,5 MHz) und Idstein (93,2 MHz) ab. Hintergrund ist der laufende Streit um die UKW-Sendeantennen in Deutschland.[19]
- 28. September: Das Deutschlandradio beginnt mit der Abschaltung erster UKW-Füllsender zugunsten des Digitalradios DAB+. Hierzu wurden am 28. September beide Frequenzen auf Helgoland (Sender Helgoland), am 5. Oktober beide Frequenzen in Mittenwald (Sender Herzogstand) abgeschaltet.[20]
- 12. Oktober: Die Landesanstalt für Medien Nordrhein-Westfalen zieht eine Ausschreibung von 11 UKW-Frequenzen in Nordrhein-Westfalen, die bis 2010 durch das Programm Deutschlandradio Kultur genutzt wurden, endgültig zurück. Auf die 2014 erfolgte Ausschreibung erhielt das türkischsprachige Programm Radyo Metropol FM 2015 den Zuschlag, wogegen der unterlegene Bewerber Radio NRW den Rechtsweg bestritt. Das Verwaltungsgericht Düsseldorf gab der Klage im Jahr 2016 wegen eines Verfahrensfehlers statt, die Berufung war zum Zeitpunkt des Rückzugs der Ausschreibung vor dem Oberverwaltungsgericht Nordrhein-Westfalen anhängig.[21]
- 14. November: Das Europäische Parlament beschließt eine Neufassung des europäischen Kodex für die elektronische Kommunikation, die zur Folge haben wird, dass Hörfunkempfänger in Neuwagen, die ab 2021 in der EU verkauft werden, Digitalradio-tauglich sein müssen. Der EU-Ministerrat muss der Neufassung mehrerer EU-Richtlinien, aus denen der Kodex besteht, noch zustimmen.[22]
- 12. Dezember: Nach einem Jahr Pause „aus Zeitmangel und Altersgründen“ hat Radio Bremen die Ausstrahlung der Nachrichten in lateinischer Sprache, die Nuntii Latini, wieder monatlich ins Programm genommen. Auch der finnische Rundfunk und Vatican News senden regelmäßig Nachrichten in lateinischer Sprache.[23]

## Fernsehen
- Die dritte Ausbaustufe von DVB-T2 HD in Deutschland folgte im Frühjahr sowie im Herbst 2018. Damit soll der Ausbau von Freenet TV abgeschlossen sein, bei den öffentlich-rechtlichen Sendern läuft die Umstellung noch bis Sommer 2019.[24]
  - 25. April 2018 (Phase 2b),
  - 26. September 2018 (Phase 3a-I)
  - 24. Oktober 2018 (Phase 3a-II).[25][26]
  - 28. November 2018 (Phase 3a-III)
  - 5. Dezember 2018 (Phase 3a-IV) vorgesehen.[27]
- 2. Januar: Für das ARD-Mittagsmagazin ist nicht mehr der BR, sondern der rbb verantwortlich. Gesendet wird aus dem ZDF-Hauptstadtstudio in Berlin. Die Moderation übernehmen Jessy Wellmer und Sascha Hingst.
- 18. Januar: Seit 3 Uhr heißt der deutschsprachige Nachrichtensender N24 nun Welt.
- 23. März: Das ZDF-Mittagsmagazin sendet nach über 28 Jahren zum letzten Mal aus Mainz. Seitdem wird aus dem ZDF-Hauptstadtstudio gesendet. Hauptmoderatorin ist Jana Pareigis.
- 29. Mai: Nach einem rassistischen Tweet von Roseanne Barr gegenüber der US-Politikerin und Unternehmerin Valerie Jarrett setzt der US-Sender ABC die Neuauflage von Roseanne ab.[28]
- 26. Juli: The CW strahlt die letzte Episode der Sendung The Jerry Springer Show aus, die nach 27 Staffeln eingestellt wurde.
- 31. Dezember: Der Fernsehsender VIVA Deutschland stellt seinen Sendebetrieb ein.[29]

## Gestorben
- 13. Januar: Erich Schenk, (* 1920) österreichischer Radiojournalist und Schauspieler stirbt 97-jährig.
- 15. Januar: Peter Wyngarde, (* 1927) britischer Schauspieler (bekannt als Jason King in Department S, 1969–70) stirbt 90-jährig in London.
- 11. Februar: Wiebke Ledebrink, (* 10. November 1972) deutsche Fernsehjournalistin und Moderatorin (u. a. von 17:30 Sat.1 Regional) stirbt 45-jährig.
- 04. März: Stephan Göritz (* 1960), deutscher Hörspielautor, Autor, Liedtexter, Journalist und Kabarett-Experte, stirbt 57-jährig in Berlin-Lichtenberg.
- 11. März: Siegfried Rauch, (* 1932) deutscher Schauspieler, unter anderem aus den Fernsehserien Es muß nicht immer Kaviar sein, Die glückliche Familie, Das Traumschiff und Der Bergdoktor, stirbt im Alter von 85 Jahren.
- 22. März: Fritz Danco (* 1931), deutscher Sportredakteur und Reporter beim ehemaligen Südwestfunk, stirbt im Alter von 86 Jahren.
- 02. April: Ingeborg Medschinski (* 1924), deutsche Schauspielerin, Hörfunksprecherin und Hörspielregisseurin, stirbt 94-jährig in Berlin-Köpenick.
- 03. April: Carl Weiss, (* 28. September 1925)  Journalist, Sprecher der ersten heute-Sendung im ZDF stirbt 92-jährig
- 04. April: Alfred Payrleitner, (* 1935)  österreichischer Fernsehjournalist stirbt 83-jährig.
- 21. Mai: Jürgen Jürgens, (* 1952) deutscher Hörfunkmoderator (Hey Music) stirbt 65-jährig in Berlin.
- 27. Juni: Siegfried Pfaff (* 1931), deutscher Hörspielautor und langjähriger Hörspieldramaturg beim Rundfunk der DDR, stirbt 87-jährig in Berlin-Baumschulenweg.
- 18. Juli: Adrian Cronauer (* 1938), US-amerikanischer DJ und Radiomoderator stirbt 79-jährig.
- 11. August: Götz Fritsch (* 1943), deutscher Hörspielregisseur (zahlreiche Bearbeitungen von Wolf Haas Krimis) stirbt 75-jährig.
- 23. August: Dieter Thomas Heck (* 1937), deutsche Fernsehmoderator (ZDF-Hitparade, 1969–1984) und Entertainer stirbt 80-jährig in Berlin.
- 07. Oktober: Werner Buhss (* 1949), deutscher Hörspielautor und Hörspielregisseur, stirbt 69-jährig in Berlin-Prenzlauer Berg.
- 06. November: Christa Vetter (* 1932), Hörspieldramaturgin beim Rundfunk der DDR, von 1977 bis 1990 Leiterin der Hörspielabteilung, stirbt 86-jährig in Berlin-Pankow.
- 26. November: Nick Benjamin (* 1946), deutscher Hörfunkmoderator bei SWR 4 Rheinland-Pfalz, stirbt im Alter von 72 Jahren.
- 01. Dezember: Stefanie Tücking (* 1962), deutsche Hörfunk- und Fernsehmoderatorin (Formel Eins, SWF3, SWR3), stirbt 56-jährig.
- 29. Dezember: Julia Edenhofer (* 1946), deutsche Buchautorin und Hörfunkmoderatorin beim Bayerischen Rundfunk (Bayern 2, Bayern 3) stirbt 72-jährig.
- 29. Dezember: Eva Twaroch (* 1963), österreichische Journalistin stirbt 55-jährig in Paris.